# Lexington (företag)
Lexington Company är ett svenskt företag som grundades 1997 och har sitt huvudkontor i Stockholm. Lexington säljer sängkläder och andra hemtextilier samt, på senare tid, kläder. Kollektionerna ska vara inspirerade av den amerikanska östkusten och då i synnerhet New England och håller en ganska hög prisnivå. Företaget öppnade i början av 2008 sin första klädbutik på Birger Jarlsgatan i Stockholm. Företaget har cirka 900 återförsäljare i över 20 länder, varav Sverige, Norge, Tyskland, Spanien, Nederländerna och England utgör de största marknaderna .
Företaget avnoterades från Stockholmsbörsen First North med sista handelsdag den 14 april 2022.